# 勒帕圣约梅
勒帕圣约梅（法語：Le Pas-Saint-l'Homer）是法国奥恩省的一个市镇，属于莫尔塔涅欧佩什区（Mortagne-au-Perche）隆尼奥佩尔克县（Longny-au-Perche）。该市镇总面积9.43平方公里，2009年时的人口为121人。

## 人口
勒帕圣约梅人口变化图示